# John Titor

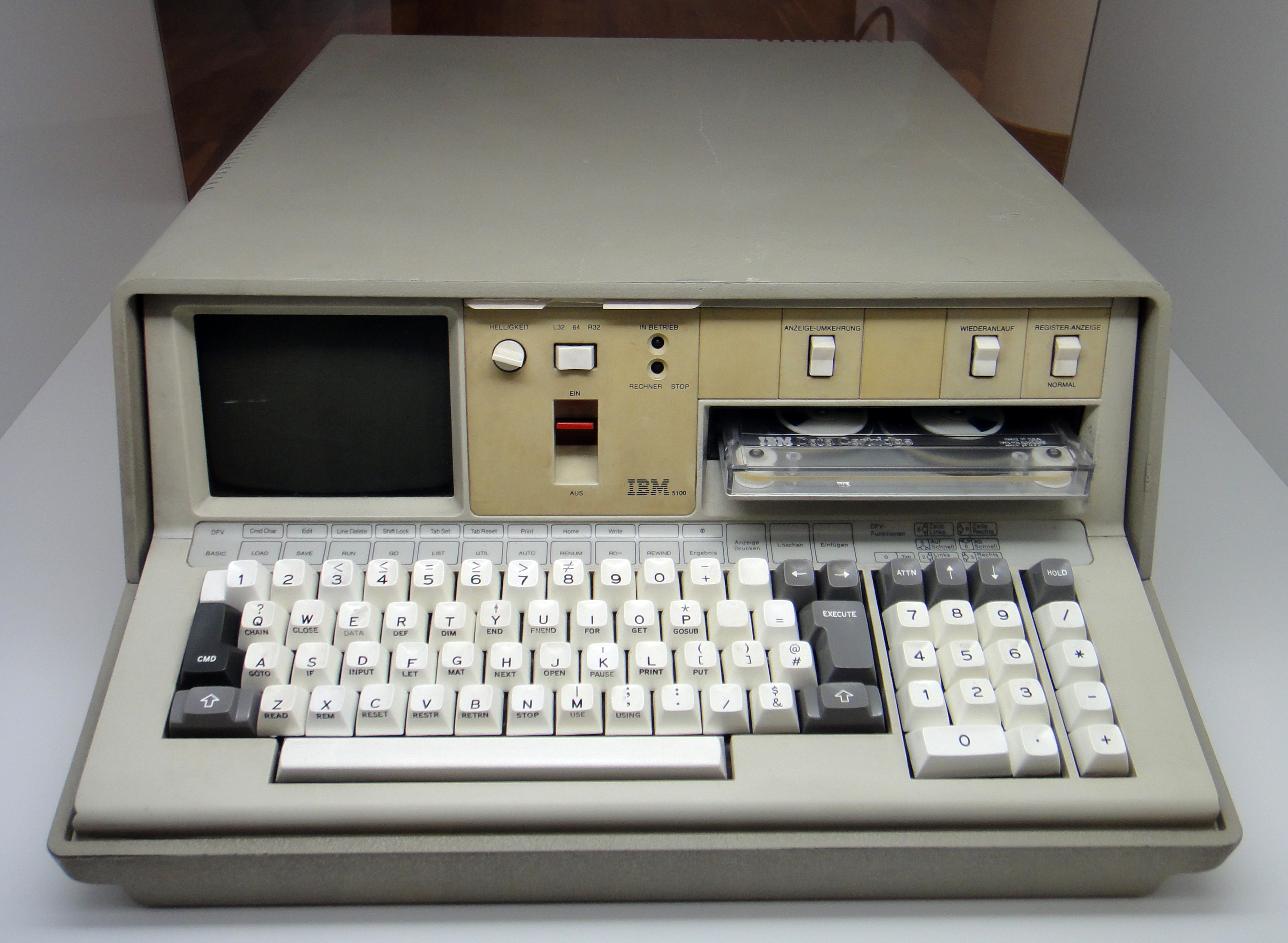
Un IBM 5100, motivo del presunto viaggio nel tempo di John Titor.

John Titor è il nome utilizzato, tra il 2000 e il 2001, da un utente o più utenti di vari forum ad accesso libero, dichiaratosi un soldato statunitense proveniente dall'anno 2036 e reclutato in un progetto governativo di viaggi nel tempo.
Nei suoi post, Titor ha dichiarato di essere stato inviato indietro nel tempo per recuperare da suo nonno un esemplare di computer IBM 5100; si sarebbe poi fermato per fare visita alla sua famiglia e al suo "sé" più giovane negli anni a cavallo tra il XX e il XXI secolo.
La storia di John Titor è diventata con il tempo una leggenda metropolitana piuttosto conosciuta sul web, successivamente discussa anche sui media tradizionali.

## Storia
Il primo post attribuibile a John Titor, con il nickname TimeTravel_0, apparve il 2 novembre 2000 sul forum del Time Travel Institute, un gruppo di appassionati di viaggi nel tempo; i messaggi proseguirono per oltre quattro mesi, fino all'ultimo datato 24 marzo 2001. Il nome John Titor non fu usato dall'utente fino al gennaio del 2001, quando TimeTravel_0 iniziò a scrivere anche sul forum di una trasmissione radiofonica a tema pseudoscienza nota come Coast to Coast AM.
Titor dichiarò di essere un soldato statunitense nato a Tampa (Florida) nel 1998, e di provenire dall'anno 2036. Egli sarebbe stato reclutato in un progetto governativo di viaggi nel tempo per recuperare un esemplare di computer IBM 5100, che a suo dire possedeva speciali capacità che non erano mai state rivelate da IBM. A suffragare la sua versione dei fatti, egli affermò, tra le altre cose, che l'interpretazione del multiverso della fisica quantistica di Hugh Everett e John Wheeler fosse corretta, che nel 2004 sarebbe scoppiata una guerra civile negli Stati Uniti d'America e nel 2015 una terza guerra mondiale con oltre tre miliardi di morti; nel suo ultimo post, datato 24 marzo 2001, annunciò il suo ritorno nel 2036. La maggior parte dei messaggi di Titor sono andati perduti, mentre altri sono stati salvati e poi ricopiati su alcuni siti web, tra cui si segnala johntitor.com.
Il 21 marzo 2004, sul forum del Time Travel Institute, apparve un nuovo utente dal nickname TimeTravel_1, il quale dichiarò di essere tornato nell'attuale linea temporale per avvertire tutti della morte di John Titor. Il 30 marzo 2004 un uomo di nome Samson Rodriguez affermò di aver orchestrato uno scherzo e ammise che la vicenda di Titor era un falso.

## Critiche
Varie ricerche hanno accertato che nessun John Titor sia mai nato a Tampa nel 1998, al contrario di quanto egli aveva invece dichiarato.
Il dottor Robert Brown, fisico all'Università Duke di Durham (North Carolina), ha analizzato gli aspetti scientifici delle spiegazioni di Titor sui viaggi nel tempo e concluso che quanto descritto sarebbe impossibile sia in teoria sia in pratica; Brown afferma che la storia di Titor plagiava dei vecchi romanzi di fantascienza come Addio, Babilonia e saggi come Iperspazio di Michio Kaku.
Secondo il giornalista Paolo Attivissimo si sarebbe trattato di un'operazione di marketing finalizzata alla vendita di libri e gadget, mentre Hoax Hunter crede che Titor sia stato creato dai fratelli Larry Haber e John Haber, un avvocato specializzato in diritto dello spettacolo e un informatico.

## Influenza culturale
Un personaggio immaginario basato su John Titor, Suzuha Amane, è tra i protagonisti della serie Steins;Gate.